# Conicera hawaiiensis
Conicera hawaiiensis är en tvåvingeart som först beskrevs av Coyler 1957.  Conicera hawaiiensis ingår i släktet Conicera och familjen puckelflugor. Inga underarter finns listade i Catalogue of Life.